# Радіоансамбль
Радіоансáмбль — це інструментальний або вокальний музичний колектив при суспільному радіомовнику. Радіооркестр та радіохор є основними видами радіоансамблів у складі суспільних мовників по всьому світу. 
Основними завданнями радіоансамблів є створення фондових записів, які звучать в ефірі суспільних радіостанцій, а також просування національної культури.

## Радіоансамблі в Україні
У складі Національної суспільної телерадіокомпанії України діють такі радіоансамблі Українського радіо:
- Заслужений академічний симфонічний оркестр Українського радіо,
- Академічна хорова капела Українського радіо,
- Академічний оркестр народної та популярної музики Українського радіо,
- Великий дитячий хор Українського радіо,
- Тріо бандуристок Українського радіо.

Репетиційною базою та основним концертним майданчиком для творчих колективів Українського радіо слугує Велика концертна студія Будинку звукозапису Українського радіо. Велика концертна студія БЗЗ дозволяє записувати великі оркестрові та хорові колективи і є однією з найбільших подібних студій в Європі.

## Радіоансамблі в організаціях-членахЄвропейської спілки мовників
В організаціях-членах Європейської спілки мовників безпосередньо працевлаштовані низка радіооркестрів, радіохорів та інших радіоансамблів. Робота подібних творчих колективів може  здатися віддаленою від основної діяльності мовника, втім, вони дають можливість суспільним мовникам виконувати свою місію, роблячи особливий внесок для суспільства. Їхній особливий внесок у підтримку роботи мовника — це розширення аудиторії, заохочення молодих музикантів, створення унікальних фондових записів, а також просування національної культури закордоном.
Європейська спілка мовників регулярно проводить конференції радіоансамблів Radio Ensemble Seminar.

## Закордонні радіоансамблі
Австрія
- Симфонічний оркестр Віденського радіо

Велика Британія
- Симфонічний оркестр BBC
- Симфонічний хор BBC
- BBC Singers
- BBC Big Band
- Шотландський симфонічний оркестр BBC
- Концертний оркестр BBC[en]
- Філармонічний оркестр BBC[en]
- Уельський національний оркестр BBC[en]

Італія
- Національний симфонічний оркестр Італійського радіо

Латвія
- Хор Латвійського радіо

Нідерланди
- Філармонічний оркестр Нідерландського радіо

Німеччина
- Симфонічний оркестр Баварського радіо
- Хор Баварського радіо
- Симфонічний оркестр Берлінського радіо
- Симфонічний оркестр Північнонімецького радіо
- Німецький філармонічний оркестр радіо Саарбрюкена Кайзерслаутерна[en]
- Симфонічний оркестр Кьольнського радіо[en]
- Симфонічний оркестр Лейпцизького радіо[en]
- Симфонічний оркестр Мюнхенського радіо[en]
- Філармонічний оркестр Північнонімецького радіо[en]
- Симфонічний оркестр Південнозахіднонімецького радіо[en]
- Вокальний ансамбль Південнозахіднонімецького радіо[en]
- Симфонічний оркестр Штутгардського радіо[en]

Польща
- Національний симфонічний оркестр Польського радіо

Угорщина
- Симфонічний оркестр Угорського радіо

Росія
- Великий симфонічний оркестр імені Чайковського

Румунія
- Національний оркестр Радіо Румунії

Фінляндія
- Симфонічний оркестр Фінського радіо

Франція
- Національний оркестр Французького радіомовлення

Чехія
- Симфонічний оркестр Чеського радіо

Швеція
- Симфонічний оркестр Шведського радіо
- Хор Шведського радіо

Японія
- Симфонічний оркестр NHK